# 文字链接广告
文字連結广告是一種最簡單直接的網路廣告，只需將超連結加入相關文字便形成一個文字連結广告。現在已較少採用，仍可於搜尋器Google中發現其蹤跡。
- “Text Link Ads” Was Latest Hit By Google’s Actions Against Link Sellers （页面存档备份，存于）